# Порозово (Архангельская область)
Порозово — деревня в Плесецком районе Архангельской области.

## География
Находится в западной части Архангельской области на расстоянии приблизительно 44 км на юг-юго-запад по прямой от административного центра района поселка Плесецк на правобережье реки Онега.

## История
В 1873 году здесь (деревня Каргопольского уезда Олонецкой губернии было учтено 5 дворов, в 1905 — 7. До 2021 года входила в Федовское сельское поселение до его упразднения.

## Население
Численность населения: 26 человек (1873 год), 38 (1905), 1 (русские 100 %) в 2002 году, 1 в 2010.